# Rudolf von Jhering
Rudolf von Jhering (souvent Ihering) (Aurich, 22 août 1818 - Göttingen, 17 septembre 1892) est un juriste prussien. Il est connu pour son livre publié en 1872 Der Kampf ums Recht, comme savant juriste, et comme fondateur de l'école moderne sociologique, historique de droit et la jurisprudence des concepts.

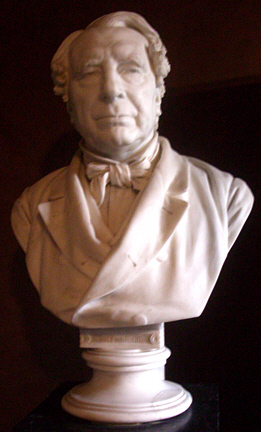
Rudolf von Jhering, buste de Carl Ferdinand Hartzer, 1888

Selon Jhering, le droit n'est pas sa propre fin, il est le moyen d'atteindre un but qui est le maintien, la conservation et le développement de la société.
Il insiste sur le caractère coercitif indispensable à l'existence du droit, en disant qu'une règle de droit sans contrainte, « c'est un feu qui ne brûle pas, c'est un flambeau qui n'éclaire pas ».
En outre il défendit le formalisme présent au sein de l'organisation et du fonctionnement de la justice car il le concevait comme un principe protecteur des droits des justiciables. Jhering considérait ce formalisme comme un principe essentiel : « Ennemie jurée de l’arbitraire, la forme est la sœur jumelle de la liberté ».

## Ouvrages et Publications
I. De hereditate possidente. Diss. inaug. Berol. (Brandes), 1842, 8° (IV-40 pp.). Thèse de doctorat - reproduite dans les Vermischte Schriften (cf. infra n° X)
II. Adhandlungen aus dem Römischen Recht. (Trois dissertations de droit romain) Leipzig (Breitkopf und Härtel), 1844, 8°:
1)    Dans quelle mesure celui qui doit prester une chose doit-il restituer le gain qu'il a fait au moyen de cette chose? (commentaire de l'adage Cujus et periculum ejus et commodum esse debet.)
2)    Des analogies qui existent entre la protection de la propriété, celle de la possession de bonne foi et celle des droits réels.
3)    Théorie de l'hérédité jacente
III. Civilrechtsfälle ohne Entscheidungen. (Questions insolubles de droit civil). Leipzig, 1847, 8°. - 3ème édition Iéna, 1876, 8°. - La seconde partie de cet ouvrage, destiné à l'enseignement du droit civil, était intitulée Jurisprudenz im täglichem Leben (jurisprudence dans la vie quotidienne). Publiée à part, elle est traduite en italien la même année par Vito Perugia et Filippo Serafini sous le titre "La giurisprudenza della vita quotidiana", Bologne, 1871, 8° (48 pp.). Une seconde édition, revue et augmentée par l'auteur parut à Iéna chez Mauke en 1875; les éditions se succèdent jusqu'à une septième, parue à Iéna chez G. Fischer en 1889. (IV-124 pp.)
IV. Jahrbücher für die Dogmatik des heutingen römischen und deutschen Privatrechts. Iena. (Mauke), depuis 1856. Cette revue, qui comporte 28 volumes, est consacrée à la discussion des principes du droit civil romain et du droit privé allemand. Jhering les réunira en trois volumes, sous le titre Gesammelte Aufsätze. Iena (G.Fischer.) 1881-1886. Voici le thème et le contenu des volumes les plus significatifs :
1)    Notre programme. Préface de la revue fondée par Jhering. Il s’agit d’une présentation de sa profession de foi dans laquelle expose les tendances de toute sa vie scientifique.
2)    Transport de la revendication au non-propriétaire (cession, reivind utilis, connaissement).
3)    Coopération aux actes juridiques d’autrui.
4)    Etudes sur la théorie des risques et périls dans le contrat de vente ; traduction italienne : sulla teoria de rischio e pericolo nel contratto di compera e vendita. F. Serafini, Pavia (Fusi), 1862.
5)    Culpa in contrahendo, ou des dommages-intérêts dans les contrats nuls ou restés imparfaits.
6)    Etudes sur la théorie de la possession. – Publiées séparément en 1868. Iena (Mauke), 8° (196 pp.). Une seconde édition parut sous le titre Ueber den grund des Besitzesschutzes. Ein Revision der Lehre vom Besitz. Iena (Mauke), 1869, (IX-224 pp.), 8°. – Traduit en français par O. de Meulenaere sous le titre Du fondement de la protection possessoire. Gand et Paris, 1875, 2ème édition, Paris 1882. – Traduction italienne Par Forlani, Professeur de l’Université de Milan, 1872 (XIV-248 pp.), annoté et suivi d’une étude en droit comparé.
7)    Biographie de F. C. de Savigny.
8)    Théorie des restrictions de la propriété foncière dans l’intérêt du voisinage.
9)    Des actions réflexes ou de la réaction des faits juridiques sur les tiers.
10) De l’action passive des droits.
11) Note d’exégèse.
12) Responsabilité du possesseur de bonne foi qui a cessé de posséder.
13) Des lésions injurieuses. – Traduction française accompagnée de notes, sous le titre Actio iniuriarum. – Des lésions injurieuses en droit romain et en droit français, par O. de Meulenaere. Paris (Marescq), 1888, 8°.
14) De la solidarité active.
V. Geist des römischen Rechts – L’esprit du droit romain dans les diverses phases de son développement. Leipzig 1852-1863, 4 volumes, 8°. – 4e édition corrigée, Leipzig 1878-1888, 4 volumes, 8°. Traduction française par O. de Meulenaere, Paris, 1875. 4 volumes, 8°. – 3e édition, ibid. 1886-1888. 4 volumes, 8°. Cette traduction a été à son tour traduite en espagnol (Carlos Bailly-Baillère – Madrid), en portugais (par J.J.Pinto, junior. Recife 1887) et en japonais par Isobe, Procureur général près la Cour de cassation de Tokyo, 1888.
VI. Der Streit zwischen Basel-Land und Basel-Stadt über die Festungswerke der Stadt Basel. Leipzig (Breitk. u. H.), 1862, 8°. Compte-rendu d’une consultation officielle sur un procès relatif aux fortifications de la ville de Bâle, en Suisse. Cette consultation est également reproduite dans les Vermischte Schriften.
VII. Der Lucca Pistoja Actien Streit. Ein Beitrag zu mehreren Fragen des Obligationen Rechts. Darmstadt (Zernim), 1867, 8°. Autres consultations relatives à des questions de droit des obligations.
VIII. Das Schuldmoment im Römischen Privatrecht. (De la faute en droit privé) Giessen, 1867, 8°. – Traduction française par O. de Meulenaere, Paris 1880.
IX. Der Kampf um’s Recht. (La lutte pour le droit). Vienne, 1872, 8°. – 9e édition, Vienne, 1889, 8°.
X. Vermische Schriften. Leipzig, 1979, 8°.
XI. Der Zweck in Recht. (L’évolution du droit). Leipzig, Tome I, 1877 ; Tome II, 1883. – 2ème edition remaniée. Leipzig, Tome I, 1884; Tome II, 1886. – L’auteur a détaché de cet ouvrage un chapitre dans lequel il traite de la nature juridique du pourboire (Das trinkgeld. Brunsw. 1882, VI-64 pp.)
XII. Scherz und Ernst in der Jurisprudenz. (Choses sérieuses et gaités de la jurisprudence.) Leipzig, 1884, 8°. Pamphlets humoristiques et satiriques dans lesquels Jhering reproduit des lettres qu’il avait publiées précédemment sous un pseudonyme. Il y critique certains aspects de la science allemande.
XIII. Der Besitzwille. (La volonté de posséder). Iena, 1889, 8°. Etude portant sur l’animus posidendi. Jhering y poursuit son examen critique de la doctrine de Savigny.

## Jhering et la finalité du droit
« La question de la compréhension des institutions légales étrangères n’est pas une question de nationalité mais une question de fins et de moyens. Personne n’empruntera quoi que ce soit à l’étranger s’il a ce qui lui faut chez lui : mais seul un imbécile rejetterait la quinine pour la seule raison qu’elle ne vient pas de son potager ».
Rudolf von JHERING, Geist der römischen Rechts, (L'Esprit du droit Romain), traduction O. de Meulenaere, Première partie.
La façon dont nous rapprochons les pratiques juridiques des différents pays doit  énormément à l’esprit de Jhering, et une lecture attentive de son œuvre ne fera que confirmer ce postulat.
« J’ai la malheureuse habitude de tout comparer, le national et l’étranger, ou encore le présent et le passé », commentait Jhering non sans ironie en 1880 dans un article présentant son "Esprit du droit romain" et intitulé « élégie romaniste » . “Mon obsession pour la comparaison ne s’arrête pas à mes centres d’intérêts personnels mais embrasse également tout ce qui passe à ma portée ; aucun sujet n’est à l’abri ! ». Cette exceptionnelle aptitude à l’observation et à la critique a fait de Jhering un scrutateur sagace, qu’il s’agisse de ses domaines de prédilection, mais également de lui-même et de la société dans laquelle il évolue.
Jhering va ainsi formuler une critique acerbe de l’école historique du droit, « concernant le droit romain et au-delà » : et c’est bien cet esprit critique qui gouverna à l’écriture de l’une de ses œuvres principales, son « Geist des römischen rechts », L’esprit du droit Romain, publié entre 1852 et 1863. Jhering ne souhaite pas rédiger un autre manuel de droit romain, mais bien développer une théorie du droit « en tant que phénomène naturel, ou, pour le dire autrement, de retracer le développement du droit en prenant l’exemple d’un système juridique parfaitement abouti ».
Chez Jhering pourtant le projet d’une théorie du droit n’est jamais séparé d’une approche pratique. Il développe ainsi le concept de construction juridique (juristische Konstruction) – et qu’il décrit lui-même comme une potion concoctée dans la cuisine de ce qu’il nomme la « haute jurisprudence »[5] . Cette référence à une chimie ou une alchimie du droit qui s’opère dans la jurisprudence et l’office du juge est ainsi reprise fréquemment dans son Esprit du droit romain. Tout comme un alchimiste, c’est par un dur labeur que Jhering parvient à ses épiphanies. Il décrit lui-même avoir été frappé par une « puissante lumière » qui lui permet de comprendre l’objectif (zweck) poursuivi par le créateur de toute loi, comme en témoigne le sous-titre qu'il choisit de donner à son Der Zweck im Recht (L'objectif de la loi): "La fin est la créatrice de la loi". Il choisit de tourner le dos au "paradis des concepts juridiques", dans un ouvrage dont il emprunte le titre "Scherz und Ernst" (Le plaisant et le sérieux) à l'écrivain russe Nocolaï Leskov. En auteur flamboyant, Jhering cultive le goût des formules et des titres chocs...qui ne sont pas sans rappeler les titres choisis par son illustre contemporain et compatriote; le philosophe Friedrich Nietzsche. Lassé de l'abstraction du "Konstructionsjurist", c'est en analyste de la réalité sociale qu'il entend questionner le droit.
Ainsi, la loi n'est la loi que lorsqu'elle est mise en oeuvre : c'est la peine qui est la notion du droit "la plus importante au point de vue de l'histoire de la civilisation" - rien ce moins. Si la pensée juridique de Jhering est souvent réduite à cette prépondérance de la peine, de la sanction, sa réflexion sur le droit et sa portée, à commencer par celle qu'il conduit sur le droit romain va le conduire à déduire des implications et à expérimenter des méthodes allant bien au-delà. Contre le pur positivisme juridique, il fustige ce qu'il nomme le "culte de la logique", qui selon lui vient fausser la compréhension de ce qui constitue la véritable nature de la loi. La loi a une vocation essentiellement pratique : ainsi la science juridique a selon lui un besoin vital de méthode "à la fois réaliste et téléologique", afin de réussir à faire coïncider, au sein d'une même norme tant les intérêts particuliers que les intérêts de la société dans son ensemble. Cette norme ne peut donc être déterminée que par ce qu'il nomme les "mécaniques sociales". Cette réalisation fait de lui le fondateur de l'utilitarisme social et un pionnier de l'approche des sciences humaines dans la recherche juridique (Rechtstatsachenforschung). Faisant fi d'un positivisme à courte vue pourtant omniprésent tant dans le droit qu'à l'œuvre dans les sciences sociales naissantes, Max Weber reconnait en Jhering un précurseur de la sociologie du droit.
Même s'il est rare dans ses écrits de trouver une mention des différents systèmes juridiques, la "manie" qu'a Jhering de tout comparer va trouver à s'appliquer, non pas de manière horizontale, comme dans le droit comparé moderne, mais sur un mode historique, en prenant le droit romain comme point de comparaison. Dans son Esprit du droit romain, il conduit cette méthode jusqu'à son paroxysme. Pour lui, l'éviction du droit romain des législations contemporaines constituait un événement historique d'une magnitude comparable à la redécouverte du droit romain et à son intégration dans ces mêmes législations alors naissantes. Il déplore la fragmentation de ce qui était le droit commun de l'Europe. L'approche téléologique et réaliste de Jhering sera pourtant reprise par le droit comparé moderne. Sur ce point, des ouvrages comme son Zweck im Recht (L'évolution du droit)  ou son  Scherz und Ernst (1884) (Le plaisant et le sérieux dans la jurisprudence) marquent le début d'une ère nouvelle : la doctrine peut bien critiquer leurs contenus, elle ne peut pas les ignorer .

## L'influence de Jhering sur le droit  des États-Unis
Si la filiation entre l'œuvre de Jhering et les écoles allemandes de "jurisprudence d'intérêt" (interessenjurisprudenz) ou celle de la Théorie pure du droit (freirechtslehre) ou encore les travaux des français François Gény et Edouard Lambert n'est plus à démontrer, l'influence des analyses de Jhering sur le droit américain contemporain mérite d'être soulignée.
La fin de la Guerre de Sécession marque également la fin de la phase de formation du droit des Etats-Unis, et, concomitamment, le déclin de l'influence du vieux continent en matière juridique. La doctrine américaine, en cours d'autonomisation, était en recherche d'une nouvelle vision d'ensemble de son propre droit. L'étude de cas, qui avait jusque là permis de surmonter les difficultés de la pratique se montrait impuissante à résoudre les nouveaux contentieux issus de la révolution industrielle. La pensée économique dominante basée sur une conception ultra libérale commençait à apparaitre en décalage avec les enjeux posés par les bouleversements économiques et technologiques. La conséquence de ce retard idéologique fut l'invalidation par la Cour Suprême d'une grande quantité de lois visant à réguler les conditions de travail et de rémunération des salariés de l'industrie. Pour les juges de la Cour suprême, ces normes gouvernementales étaient inconstitutionnelles du fait qu'elles portaient atteinte au principe de liberté de contracter.
En 1906, le recteur d'une petite université, l'Université du Nebraska, prononça un discours devant les représentants du Barreau des Etats-Unis (American Bar Association). Le discours portait sur les raisons de l'insatisfaction des américains au sujet de l'administration de la justice dans leur pays. Cet obscur universitaire n'était autre que Roscoe Pound, qui allait devenir le doyen de la faculté de droit de Harvard pendant vingt ans et le juriste américain le plus cité dans la littérature juridique Nord-américaine.
C'est bien à Jhering  que Pound fait appel pour tenter d'enrayer cette "jurisprudence mécaniciste" (mechanical jurisprudence) qu'a adopté la Cour Suprême, et qui consiste pour le juge à appliquer de manière rigide les règles issues des précédents et ce sans considération des conséquences, notamment sur le plan social.
Il ne s'agissait pourtant pas de la première réception des travaux et des idées de Jhering de la part des juristes américains. Il faut remonter à l'année 1879 pour trouver la première traduction de son ouvrage "la lutte pour les droits" (Der Kampf ums Rechts) - alors qu'il faut attendre 1890 pour la première édition de cet ouvrage en français. Cette irruption sur la scène juridique américaine de la part de Jhering ne se fera pas sans heurts. En effet, Jhering est accusé de plagiat par un périodique, The Albany Law Journal, qui l'accuse d'avoir plagié sa préface du Kampf ums Rechts concernant la controverse entre Shylock et Antonio dans la pièce de Shakespeare "Le marchand de Venise". Le périodique finira par dédouaner Jhering en invoquant une simple plaisanterie. Cet épisode, marquant pour Jhering, lui inspirera la réflexion "Singulières plaisanteries que celles dont on s'amuse au-delà de l'Océan", dans sa seconde préface de 1888.
Cet incident fâcheux n'allait pourtant pas empêcher la pénétration des idées de Jhering dans le droit américain. Ainsi le juge Oliver Wendell Holmes Jr. va ouvertement s'inspirer des analyses développées par Jhering dans son Esprit du droit romain (Geist des römischen Rechts) notamment celles contre le positivisme juridique:
"(...) ce culte de la logique, qui pousse à tordre la jurisprudence pour en faire un algèbre des lois est une aberration et ne repose que sur l'ignorance de la véritable nature de la loi. Ce n'est pas à la vie de se mettre au service des concepts, mais bien aux concepts d'être au service de la vie. Ce qui adviendra dans l'avenir ne dépend pas de la logique mais de la vie elle-même, par le commerce et par les échanges, et surtout par le sens naturel des êtres humains pour la justice, puisse-t-il être découvert grâce à la logique ou insusceptible de se produire."
L'ouvrage "The spirit of the common law" que Roscoe Pound publie en 1921, en plus de reprendre quasiment mot pour mot le titre du Geist, rend un hommage appuyé à celui que Pound nomme le " Jeremy Bentham allemand", du fait de l'approche sociologique propre à Jhering. En effet, et contrairement au positivisme d'un Auguste Comte ou à l'utilitarisme d'un John Stuart Mill, Jhering propose non pas un utilitarisme individuel mais un utilitarisme socialement orienté. Cette approche pragmatique et sociologique prégnante chez Jhering va rencontrer une vive adhésion chez ses confrères américains.
Selon cette école, il s'agit de découvrir, au moyen du droit comparé, quelles normes sont efficaces pour organiser la société. Cette approche sera adoptée par des juges de la Cour Suprême tels que Oliver Holmes, Louis Dembitz Brandeis et Benjamin Cardozo. L'influence de la sociologie de Jhering va clairement apparaitre dans l'arrêt Muller v. Oregon (en), 208, U.S 412 de 1908. L. D. Brandeis, qui était alors avocat argumenta en se basant sur la législation allemande et sur des opinions d'experts pour démontrer la dangerosité pour la santé des femmes de l'absence de limitations des horaires de travail. Les juges de la Cour Suprême furent convaincus par ces arguments pratiques et extérieurs au droit. L'Etat d'Oregon, qui défendait le caractère anticonstitutionnel de lois limitant la durée du travail pour les femmes fut débouté.